# 蒂托韋
47°12′38″N 36°36′58″E / 47.21056°N 36.61611°E
蒂托韋（烏克蘭語：Титове）是位於烏克蘭東南部的村莊，由扎波羅熱州波洛希區的斯米爾諾韋市鎮負責管轄。該村始建於1880年，面積7.5平方公里，海拔高度166米，2001年人口702，人口密度每平方公里93.6人。